# 神田陽司
神田 陽司（かんだ ようじ、1962年8月25日 - 2016年2月18日）は、日本の講談師、編集者。元日本講談協会理事。本名、吉田 祐二。新作「坂本龍馬シリーズ」など、古典から新作まで手掛けた。

## 略歴
兵庫県尼崎市生まれ。兵庫県立尼崎高等学校、早稲田大学第一文学部哲学科人文専修卒業。
情報誌『シティロード』の演劇担当、副編集長を経て、1990年、講談師2代目神田山陽に入門「陽司」。初高座は1991年1月1日、場所は四谷倶楽部。
1995年、二ツ目昇進。
2001年、山陽没後神田紅門下へ。
2003年、真打に昇進。
2006年2月25日、お江戸広小路亭の独演会で「ホリエモン」をテーマに新作講談を上演。入場料を「公演当日のライブドア株価の二倍」と設定したが、ライブドア事件の影響で当日の同社の株価は下落。入場料は161円となり公演収支は大赤字となったが話題を呼んだ。
2009年11月7日、武蔵野芸能劇場で高畑勲監督作品『母をたずねて三千里』を講談化。高畑勲をゲストに招いて上演を行い、注目を浴びた。
2016年2月18日、肝硬変で死去、53歳没。

## 出演

### 声優
- ラーメン橋 (ゲームソフト) - ナレーター[4]
- 幻想のアルテミス (ゲームソフト) - 松浦慎吾[4]
- さらば宇宙戦艦ヤマト 愛の戦士たち（ゲームソフト） - アンドロメダ副官[4]